# Ciccaba
Ciccaba là một chi chim trong họ Strigidae.